# General Catalogue of Variable Stars
General Catalogue of Variable Stars (siglă: GCVS) (în română: Catalogul General al Stelelor Variabile) este un catalog al stelelor variabile.
Prima ediție a catalogului, care repertoria 10.820 de stele, a fost publicat în 1948 de Academia de Științe a URSS și editată de B. V. Kukarkin și Pavel Petrovici Parenago. Edițiile a doua și a treia au fost publicate respectiv în 1958 și în 1968. A patra ediție a sa, în trei volume, a fost publicată în 1985-1987. Ea conținea 28.435 de stele. Un al patrulea volum al celei de a patra ediții, conținând tabele de referință, a fost publicat ulterior precum și un al cincilea volum care conținea stele variabile situate în afara Galaxiei Noastre.
Versiunea cea mai recentă a catalogului este disponibilă pe site-ul web al GCVS. Ea conține coordonatele revăzute ale stelelor variabile din cea de a patra ediție tipărită a GCVS, precum și stelele variabile descoperite prea recent pentru a fi incluse în ediția a patra.
O versiune mai veche a GCVS, datând din 2004, este disponibilă pe serviciul VizieR al Centre de données astronomiques de Strasbourg sub numele de Combined General Catalog of Variable Stars (GCVS4.2; VizieR database number II/250).